# Ehemalige Kirche Reidenau

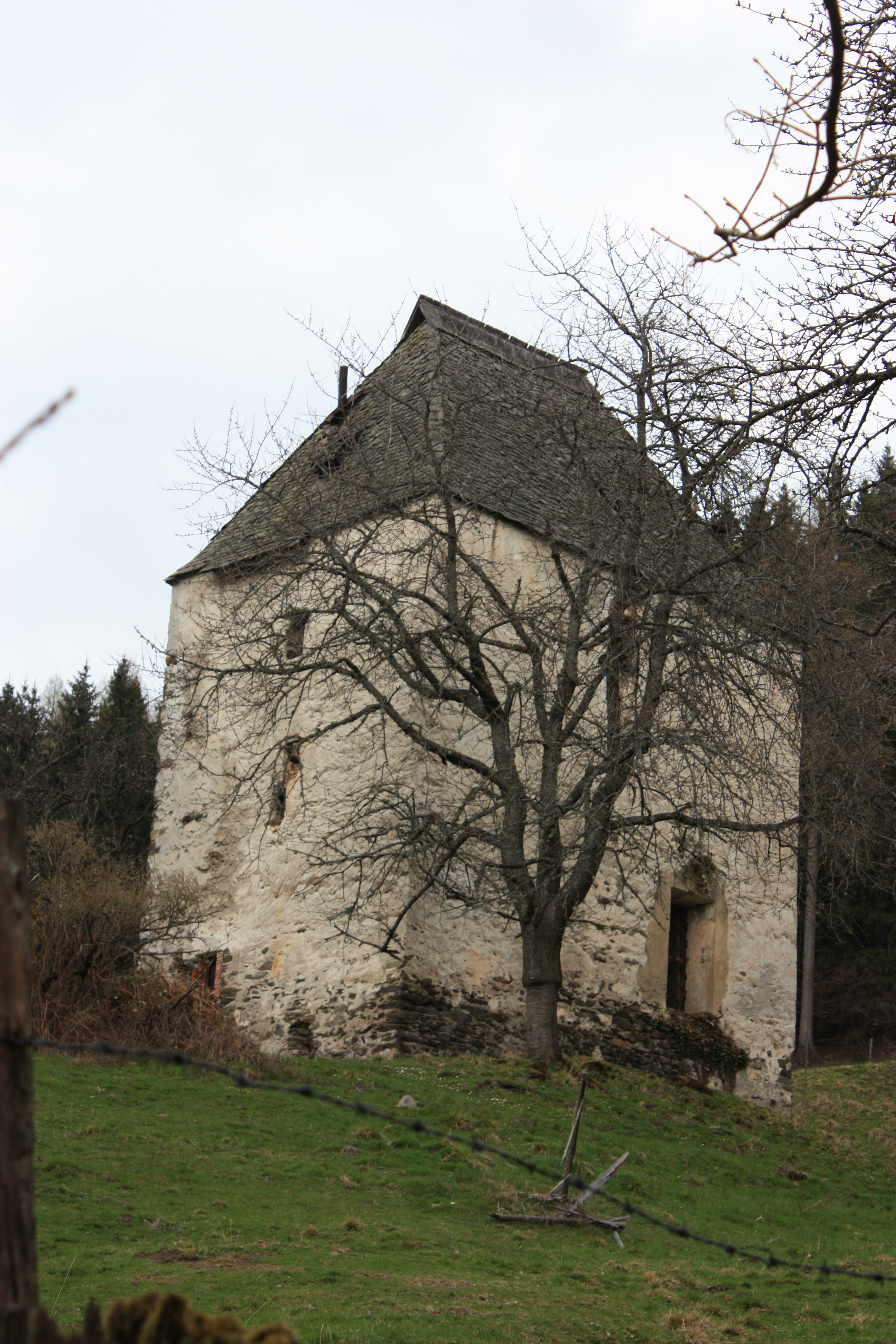

Die ehemalige Kirche Reidenau war eine dem heiligen Nikolaus geweihte, römisch-katholische Filialkirche. Sie steht über der Siedlung Reidenau in der Gemeinde Liebenfels. Die Kirche wurde 1493 erstmals erwähnt, 1811 noch als Filialkirche genannt und ist heute profaniert.

## Beschreibung
Der mächtige, turmartige, romanische Bruchsteinbau mit einem Hocheinstieg im Nordwesten und je einem Raum im Erd- und im Obergeschoß besitzt ein mit Steinplattln gedecktes Walmdach. Das Gebäude wurde ursprünglich als Wehrbau errichtet. Im 15. Jahrhundert richtete man im Erdgeschoß einen Sakralraum ein. Eine Empore wurde eingebaut, eine eingezogene Halbkreisapside angebaut und ein neuer Zugang im Südwesten geöffnet. Die Fassadengestaltung stammt mit Ausnahme der Nordwestfront vom Ende des 15. Jahrhunderts. Es ist der gotische Fächerputz mit einem gemalten Fries entlang den Traufen erhalten. Im Sockelbereich der Südostwand ist romanisches Mauerwerk erkennbar, vermutlich aus dem 13. Jahrhundert.